# John Baker Saunders
John Baker Saunders (Montgomery, 23 de setembro de 1954 – Seattle, 15 de janeiro de 1999) foi um membro fundador e baixista do supergrupo grunge Mad Season, assim como membro do The Walkabouts. Ele morreu de uma overdose de heroína em 1999.
| “ | Quando eu conheci John Baker Saunders, ele tinha um adesivo no para-choque de seu carro que dizia "o que você tem aqui é um fracasso em dar a mínima!". Enquanto completamente hilário, era também um acesso a uma mente negra, inteligente e irreverente. | ” |